# Abdelkhalek Torres
Abdelkhalek Torres (in arabo عبد الخالق الطريس‎?; Tétouan, 26 maggio 1910 – Tangeri, 27 maggio 1970) è stato un politico, scrittore e giornalista marocchino.

## Biografia
Nacque a Tétouan da un'antica famiglia borghese della città di origine morisca. È nipote di Muhammad Torres, rappresentante marocchino nella conferenza di Algeciras.
Nel 1927 si trasferì a Fès, dove frequentò l'Università al-Qarawiyyin per un anno, per poi spostarsi a Il Cairo, dove frequentò l'Università al-Azhar. Venne in contatto con gli ideali del nazionalismo arabo e del panarabismo e lesse le opere di Shekib Arslan. Dopo un periodo alla Sorbona a Parigi, tornò a Tétouan nel 1932 per dedicarsi all'azione politica. In occasione della proclamazione del Dahir berbero, organizzò una protesta che raccolse oltre cinquemila manifestanti.
Insieme a Abdesalam Bennuna fondò il giornale in lingua araba al-Hurriya.
Nel 1934 scrisse l'opera Intissar al haq.
In seguito all'indipendenza del Marocco, servì come ambasciatore in Spagna e in Egitto ed in seguito come ministro della giustizia.